# 章懋
章懋（1437年—1522年），字德懋，号闇然翁，晚号瀔滨遗老，门生称枫山先生，浙江金華府蘭溪縣人，明朝政治人物。成化丙戌會元、進士。官至南京禮部侍郎。

## 生平
浙江鄉試第三名舉人。成化二年（1466年），會試第一，登丙戌二甲十七名進士，改庶吉士。次年冬授翰林院編修。憲宗欲在元夕張燈結彩，章懋與同官黃仲昭、檢討莊昶進言禁止以為民計。被廷杖於闕下。其三人與以言事被黜的修撰羅倫並稱「翰林四諫」。
章懋貶官臨武知縣，未行即为給事中毛弘等救，改南京大理寺左評事。三年后，升任福建按察使司僉事，平定寧、沙等地民變，并卓有政績。之後求辭職，吏部尚書尹旻堅持留用，不予批准。
弘治年間，明孝宗請用南京國子監祭酒，章懋父喪不赴任。弘治十六年，除服后再辭，不准，遂上任。正德元年乞休，五疏不允。后復引疾懇辭，明年三月始得請。正德五年（1510年），啟为南京太常寺卿。次年改南京禮部右侍郎，均力辭不就。
明世宗繼位，進南京禮部尚書，致仕。贈太子少保，謚文懿。

## 家族
曾祖章叔良，祖章邦和，父章申甫，母吳氏，小儿子章接，其余三子一孙。
章懋生三子，都令务农。县令路过时，诸子释耒跪迎，人不知他们是贵公子。章懋的儿子们徒步去南监看章懋，中途为巡检所笞，巡检知道笞了章懋之子，请罪，章懋慰遣之。晚年，章懋三子一孙皆死。章懋八十二岁生少子章接，后荫为国子生。从子章拯。

## 軼事
《湧幢小品》載章懋遊蘭溪北隅明遠樓，倦而假寐，聞鬼不避之奇事。